# Санчес, Фрэнк
Фрэнк Санчес Форе (исп. Frank Sanchez Faure; род. 18 июля 1992, Гуантанамо, Куба) — кубинский боксёр-профессионал, выступающий в тяжёлой весовой категории. Входил в сборную Кубы по боксу, победитель и многократный призёр национального первенства в любителях. Среди профессионалов действующий чемпион по версиям WBC Continental Americas (2020—2024) и WBO NABO (2019—2024) в тяжёлом весе.
Лучшая позиция по рейтингу BoxRec — 13-я (февраль 2022) и является 1-м среди кубинских боксёров тяжёлой весовой категории, а в рейтингах основных международных боксёрских организаций занимает: 8-я строка рейтинга WBC, 4-я строчка рейтинга IBF, — входя в ТОП-25 лучших тяжеловесов всего мира.

## Любительская карьера
В любителях он входил в сборную Кубы по боксу. Прошёл 220 боёв на любительском ринге и в 214-ти одержал победу. Дважды побеждал знаменитого соотечественника Эрисланди Савона — бронзового призёра Олимпийских игр 2016 года в весе до 91 кг. Является чемпионом и многократным призёром национального первенства Кубы.
В 2016 году он принимал участие в полупрофессиональной лиге «Всемирная серия бокса», проведя 2 боя, и в обоих одержав победы.

## Профессиональная карьера
22 сентября 2017 года Фрэнк Санчес Форе начал профессиональную боксёрскую карьеру в США, победив техническим нокаутом в 1-м раунде американского боксёра Джастина Рэя Торнтона.
31 августа 2019 года, в своём 14-м профессиональном бою, досрочно победил опытного пуэрториканца Виктора Бисбаля (23-3), и завоевал вакантный титул чемпиона Северной Америки по версии WBO NABO в тяжёлом весе.
7 марта 2020 года в Нью-Йорке (США) победил единогласным решением судей (счёт: 98-92, 100-90 — дважды) опытного американца Джоуи Давейко (20-7-4), и завоевал вакантный титул чемпиона по версии WBC Continental Americas, а также защитил титул чемпиона по версии WBO NABO (2-я защита Санчеса) в тяжёлом весе.
8 мая 2021 года победил решением судей (счёт: 60-54 — трижды) после технической остановки боя опытного доминиканца Наги Агилера (21-10), и защитил титул чемпиона по версии WBC Continental Americas (1-я защита Санчеса) в тяжёлом весе.
15 октября 2022 года в Нью-Йорке (США), в конкурентном бою, досрочно техническим нокаутом в 9-м раунде победил опытного пуэрто-риканского нокаутёра Карлоса Негрона (25-3), и защитил титулы чемпиона по версиям WBC Continental Americas (3-я защита Санчеса) и WBO NABO (5-я защита Санчеса) в тяжёлом весе.

#### Бой с Джуниором Фа
23 декабря 2023 года в Эр-Рияде (Саудовская Аравия) прошел масштабный PPV-вечер бокса «Энтони Джошуа — Отто Валлин», в котором Санчес нокаутировал рейтингового новозеландского боксёра тонганского происхождения Джуниора Фа. Несмотря на статус явного фаворита Санчес в первой половине боя никак не мог подобрать подход к сопернику. Фа, работая в широкой стойке и хорошо контролируя дистанцию смотрелся как минимум конкурентно. Только в 6-м раунде Санчесу удалось окончательно переломить ход боя и отправить в первый нокдаун Джуниора Фа, в 7- раунде это повторилось, а после третьего падения новозеландца рефери решил прекратить бой. Победа нокаутом в 7 раунде.

#### Бой с Агитом Кабайелом
18 мая 2024 года в Эр-Рияде, в андеркарде боя за звание абсолютного чемпиона мира между Александром Усиком и Тайсоном Фьюри, проиграл немцу Агиту Кабайелу. Конкурентным в этом бою был только первый раунд Санчес в нём хорошо сработал пару на контратаке. Начиная со второго раунда Кабайель навязал Санчесу темповой, комбинированный и агрессивный бой с работой по корпусу. После 5 раундов стало ясно что бой развивается односторонне. В 7-раунде Кабайель посылает в нокдаун Санчеса парой плотных ударов по корпусу. Кубинец поднялся, но после очередной атаки в корпус рефери отсчитав решил закончить бой. Бой носил отборочный характер по версии WBC.

#### Бой с Рамоном Эхеверрия
22 февраля 2025 года в Тихуане (Мексика) победил техническим нокаутом малоизвестнлшл мексиканца Рамона Эчеверрия.

## Статистика профессиональных боёв
В таблице перечислены результаты всех поединков боксёров.
В каждой строке указан результат поединка. Дополнительно номер поединка обозначен цветом, который обозначает итог поединка. Расшифровка обозначений и цветов представлена в нижеследующей таблице.
| Пример | Расшифровка                     |
| ------ | ------------------------------- |
|        | Победа                          |
|        | Ничья                           |
|        | Поражение                       |
|        | Планируемый поединок            |
|        | Поединок признан несостоявшимся |
| КО     | Нокаут                          |
| ТКО    | Технический нокаут              |
| PTS    | Решение судей (по очкам)        |
| UD     | Единогласное решение судей      |
| MD     | Решение большинства судей       |
| SD     | Раздельное решение судей        |
| RTD    | Отказ от продолжения боя        |
| DQ     | Дисквалификация                 |
| NC     | Поединок признан несостоявшимся |

| 27 поединков, 25 побед (18 нокаутом), 1 поражение, 1 несостоявшийся. | 27 поединков, 25 побед (18 нокаутом), 1 поражение, 1 несостоявшийся. | 27 поединков, 25 побед (18 нокаутом), 1 поражение, 1 несостоявшийся. | 27 поединков, 25 побед (18 нокаутом), 1 поражение, 1 несостоявшийся. | 27 поединков, 25 побед (18 нокаутом), 1 поражение, 1 несостоявшийся. | 27 поединков, 25 побед (18 нокаутом), 1 поражение, 1 несостоявшийся. | 27 поединков, 25 побед (18 нокаутом), 1 поражение, 1 несостоявшийся. |
| Бой                                                                  | Рекорд                                                               | Дата боя                                                             | Соперник                                                             | Место проведения боя                                                 | Результат                                                            | Дополнительно |
| -------------------------------------------------------------------- | -------------------------------------------------------------------- | -------------------------------------------------------------------- | -------------------------------------------------------------------- | -------------------------------------------------------------------- | -------------------------------------------------------------------- | --- |
| 27                                                                   | 25-1                                                                 | 22 февраля 2024                                                      | Рамон Оливас Эчеверрия (18-24)                                       | Тихуана, Мексика                                                     | TKO 3 (6)                                                            | |
| 26                                                                   | 24-1                                                                 | 18 мая 2024                                                          | Агит Кабайел (24-0)                                                  | Kingdom Arena, Эр-Рияд, Саудовская Аравия                            | KO 7 (12), 2:33                                                      | Бой за звание обязательного претендента на титул WBC в тяжёлом весе. |
| 25                                                                   | 24-0                                                                 | 23 декабря 2023                                                      | Джуниор Фа (20-2)                                                    | Kingdom Arena, Эр-Рияд, Саудовская Аравия                            | TKO 7 (10), 2:42                                                     | Фа в нокдауне в 6-м раунде и дважды в 7-м |
| 24                                                                   | 23-0                                                                 | 30 сентября 2023                                                     | Скотт Александер (17-5-2)                                            | Ти-Мобайл Арена, Лас-Вегас, Невада, США                              | RTD 4 (10), 3:00                                                     | Защитил титулы чемпиона по версиям WBC Continental Americas (4-я защита Санчеса) в тяжёлом весе.                                                                                    |
| 23                                                                   | 22-0                                                                 | 8 апреля 2023                                                        | Дэниел Мартц (20-10-1)                                               | Dignity Health Sports Park, Карсон, Калифорния, США                  | KO 1 (10), 1:41                                                      | |
| 22                                                                   | 21-0                                                                 | 15 октября 2022                                                      | Карлос Негрон (25-3)                                                 | Барклайс-центр, Бруклин, Нью-Йорк, США                               | TKO 9 (10), 1:36                                                     | Защитил титулы чемпиона по версиям WBC Continental Americas (3-я защита Санчеса) и WBO NABO (5-я защита Санчеса) в тяжёлом весе.                                                    |
| 21                                                                   | 20-0                                                                 | 1 января 2022                                                        | Кристиан Хаммер (26-8)                                               | Seminole Hard Rock Hotel & Casino, Холливуд, Флорида, США            | UD 10                                                                | Счёт: 100-89 (трижды). |
| 20                                                                   | 19-0                                                                 | 9 октября 2021                                                       | Эфе Аджагба (15-0)                                                   | Ти-Мобайл Арена, Лас-Вегас, Невада, США                              | UD 10                                                                | Счёт: 97-92, 98-91 (дважды). Защитил титулы чемпиона по версиям WBC Continental Americas (2-я защита Санчеса) и WBO NABO (4-я защита Санчеса) в тяжёлом весе.                       |
| 19                                                                   | 18-0                                                                 | 8 мая 2021                                                           | Наги Агилера (21-10)                                                 | AT&T Стэдиум, Арлингтон, Техас, США                                  | TD 6 (10), 1:42                                                      | Счёт: 60-54 (трижды). Защитил титул чемпиона по версии WBC Continental Americas (1-я защита Санчеса) в тяжёлом весе.                                                                |
| 18                                                                   | 17-0                                                                 | 19 декабря 2020                                                      | Джулиан Фернандес (14-2)                                             | Аламодом, Сан-Антонио, Техас, США                                    | KO 7 (10), 1:35                                                      | |
| 17                                                                   | 16-0                                                                 | 7 ноября 2020                                                        | Брайан Ховард (15-3)                                                 | Microsoft Theater, Лос-Анджелес, Калифорния, США                     | KO 4 (10), 2:07                                                      | Защитил титул чемпиона по версии WBO NABO (3-я защита Санчеса) в тяжёлом весе. |
| 16                                                                   | 15-0                                                                 | 7 марта 2020                                                         | Джоуи Давейко (20-7-4)                                               | Барклайс-центр, Бруклин, Нью-Йорк, США                               | UD 10                                                                | Счёт: 98-92, 100-90 (дважды). Завоевал вакантный титул чемпиона по версии WBC Continental Americas и защитил титул чемпиона по версии WBO NABO (2-я защита Санчеса) в тяжёлом весе. |
| 15                                                                   | 14-0                                                                 | 26 октября 2019                                                      | Джек Муловайи (7-1-1)                                                | Сантандер Арена, Рединг, Пенсильвания, США                           | UD 10                                                                | Счёт: 100-90 (трижды). Защитил титул чемпиона Северной Америки по версии WBO NABO (1-я защита Санчеса) в тяжёлом весе.                                                              |
| 14                                                                   | 13-0                                                                 | 31 августа 2019                                                      | Виктор Бисбаль (23-3)                                                | Minneapolis Armory, Миннеаполис, Миннесота, США                      | RTD 4 (10), 3:00                                                     | Завоевал вакантный титул чемпиона Северной Америки по версии WBO NABO в тяжёлом весе.                                                                                               |
| 13                                                                   | 12-0                                                                 | 13 июля 2019                                                         | Джейсон Бергман (27-16-2)                                            | Minneapolis Armory, Миннеаполис, Миннесота, США                      | TKO 2 (6), 1:20                                                      | |
| 12                                                                   | 11-0                                                                 | 11 января 2019                                                       | Уилли Джейк мл. (8-1-1)                                              | StageWorks, Шривпорт, Луизиана, США                                  | KO 2 (8), 2:59                                                       | |
| 11                                                                   | 10-0                                                                 | 30 ноября 2018                                                       | Карлос Рейес (7-10-1)                                                | Complex Arena, Солт-Лейк-Сити, Юта, США                              | KO 1 (8), 1:11                                                       | |
| 10                                                                   | 9-0                                                                  | 20 октября 2018                                                      | Гарретт Уилсон (18-14-1)                                             | CFE Arena, Орландо, Флорида, США                                     | UD 6                                                                 | |
| 9                                                                    | 8-0                                                                  | 30 июня 2018                                                         | Франсуа Рассел (3-27)                                                | Celebrity Theater, Феникс, Аризона, США                              | TKO 2 (6), 1:42                                                      | |
| 8                                                                    | 7-0                                                                  | 1 июня 2018                                                          | Мигель Кубос (11-15)                                                 | Complex Arena, Солт-Лейк-Сити, Юта, США                              | UD 6                                                                 | Счёт судей: 60-53, 60-54 (дважды). |
| 7                                                                    | 6-0                                                                  | 4 мая 2018                                                           | Ламонт Каперс (9-12-4)                                               | Reno-Sparks Convention Center, Рино, Невада, США                     | NC 2 (6), 0:16                                                       | Каперс вытолкнул Санчеса с ринга, после чего он не смог продолжить бой, и бой был объявлен несостоявшимся.                                                                          |
| 6                                                                    | 6-0                                                                  | 26 апреля 2018                                                       | Брэд Остин (13-26)                                                   | Durham Armory, Дарем, Северная Каролина, США                         | TKO 1 (6), 1:51                                                      | |
| Бой                                                                  | Рекорд                                                               | Дата боя                                                             | Соперник                                                             | Место проведения боя                                                 | Результат                                                            | Дополнительно |

## Спортивные достижения

### Профессиональные региональные
- 2019—н.в.  чемпион Северной Америки по версии WBO NABO.
- 2020—н.в.  чемпион по версии WBC Continental Americas.